# Посёлок разъезда Кайраклы
Посёлок разъезда Кайраклы или Разъезд Кайраклы (баш. Ҡайраҡлы разъезы) — упразднённое селение в Аксеновском сельсовете муниципального района Альшеевский район Республики Башкортостан России.

## Географическое положение
Расстояние до:
- районного центра (Раевский): км.,
- ближайшей железнодорожной станции (Аксеново):  км.

Закон «О внесении изменений в административно-территориальное устройство Республики Башкортостан в связи с образованием, объединением, упразднением и изменением статуса населенных пунктов, переносом административных центров» от 20 июля 2005 года N 211-з постановил:

ст. 4. Упразднить следующие населенные пункты:
1) в Альшеевском районе:
б) поселок разъезда Кайраклы Аксеновского сельсовета;